# Елена Веснина
Елена Веснина (на руски: Елена Сергеевна Веснина) е руска тенисистка.
Първите си крачки в тениса прави в детско-юношеска спортна школа в Сочи. Към професионалния тенис се насочва през 2002 г., когато неин треньор става Юрий Василиевич, който е наставник и на друга известна руска тенисистка — Мария Шарапова.
Елена Веснина дебютира в големия тенис на 16-годишна възраст, като квалификантка в турнир с награден фонд от 100 000 долара, провел се в египетския град Гиза. За „Фед Къп“ Елена Веснина триумфира на два пъти с отбора на Русия — през 2007 г. срещу отбора на Италия и през 2008 г. срещу отбора на Испания. Първият сериозен дебют в професионалния тенис Елена Веснина прави през 2006 г. на „Откритото първенство на Австралия“, когато достига до трети кръг, където е победена от своята съотечественичка Надя Петрова.
Най-големите си успехи в мачове от Големия шлем, Елена Веснина записва под треньорското ръководство на Андрей Чесноков. В кариерата си руската тенисистка има спечелени седем финала на двойки. Първият от тях е през 2006 г., когато играе в дует с друга рускиня Анастасия Родионова. На 24 май 2009 г. заедно със сънародничката си Вера Звонарьова побеждават отново на двойки в турнира за Откритото първенство на Франция. През 2003 г. Веснина се подрежда в световната ранглиста на женския тенис под номер 278, докато през 2009 г. записва най-доброто си представяне и вече е под номер 23.
На 19.03.2011 г. Елена Веснина печели своята четвърта шампионска титла на двойки от турнира в Индиън Уелс. Във финалната среща, тя си партнира с индийската тенисистка Саня Мирза, заедно с която побеждават американките Бетани Матек-Сандс и Мегън Шонеси с резултат 6:0 и 7:5.
На 12 януари 2013 г. Елена Веснина печели своята първа шампионска титла на сингъл от престижния международен турнир в Хобърт, Австралия. Във финалната среща, тя побеждава своята опонентка Мона Бартел с резултат 6:4 и 6:3.